# Kóstas Los
Pas d'image ? Cliquez ici
Kóstas Los (grec moderne : Κώστας Λως), ou Costas Los, né le 31 janvier 1955, à Londres au Royaume-Uni, est un pilote de course grec. Il a participe au Championnat du monde des voitures de sport ainsi qu'au Championnat IMSA GT pour différentes écuries entre 1983 et 1993.

## Carrière

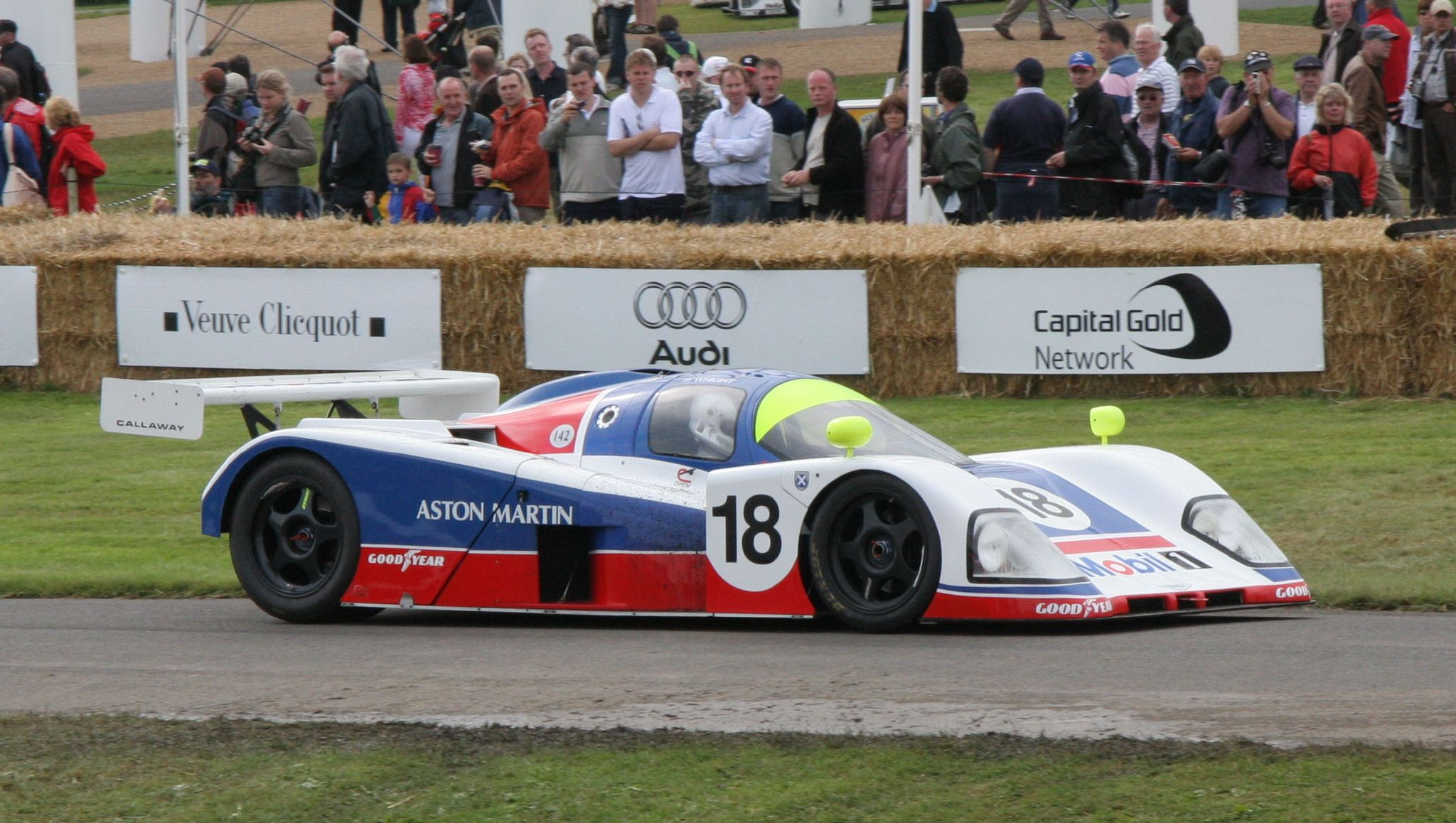
l'Aston Martin AMR1 n°18 pilotée par Kóstas Los aux 24 Heures du Mans 1989

Après avoir débuté en Rallycross, il s'est tourné vers les Sport-prototypes et a participé au Championnat du monde des voitures de sport entre 1984 à 1990. En 1984, pour sa première année en Sport-prototypes, il a rejoint l'écurie britannique Lyncar Motorsport Ltd. mais les résultats ne furent pas au rendez car sur 5 participations, la voiture réussissa seulement à voir la ligne d'arrivée en une occasion mais son retard était tel qu'elle n'a pas été classée. À partir de 1985, avec Keith Greene en tant que manager, Kóstas Los créa sa propre écurie, le Cosmik GP Motorsport. Cette structure a été active durant 4 saisons et des voitures telles que la March 84G, la Tiga GC286 et une Spice SE87C ont participé à différentes manches du Championnat du monde des voitures de sport dans les catégories C1 ou C2. À l'arrêt du Cosmik GP Motorsport, il participé encore a quelques manches des Championnat du monde des voitures de sport pour des écuries tels que Spice Engineering, France Prototeam, Courage Compétition. Il a  également fait partie du retour malheureux d'Aston Martin dans les courses de voitures de sport avec l'Aston Martin AMR1 aux 24 Heures du Mans,.
Au début des années 1990, Allard Holding a été créé par Chris Humberstone. Kóstas Los et Jean-Louis Ricci ont participé à cette aventure en y apportant des capitaux. Kóstas Los, à travers ses contacts, s'impliqua ensuite dans la structure en recherchant des partenaires financiers ainsi que l'intérêt d'un fabricant automobile.
C'est ainsi que l'Allard J2X fut créée. Cette voiture futuriste a été essayée par Kóstas Los en différentes occasions . L'objectif d'Allard Holding était de vendre des voitures à des écuries privées, mais comme le Championnat du monde des voitures de sport vécu sa dernière année en 1992 à la suite d'une mauvaise gestion de la FIA, cet objectif devint impossible et Allard Holding fut liquidé,,,.
La dernière sortie de Costas était aux 24 Heures du Mans 1993, où il conduisait la Venturi 500 LM GT de Stéphane Ratel qui ne vit malheureusement pas l'arrivée. Kóstas Los rapporta ensuite qu'il n'avait pas vraiment apprécié cette expérience car vu les voitures qu'il avait piloté précédemment, il était difficile d'apprécier autre chose,.
De nos jours, Kóstas Los travaille et vit à Monaco dans le monde de l'immobilier et des finances.

## Palmarès

### 24 Heures du Mans
| Année | Écurie                        | Coéquipiers                     | Voiture             | Classe | Tours | Pos. | Class Pos. |
| ----- | ----------------------------- | ------------------------------- | ------------------- | ------ | ----- | ---- | ---------- |
| 1986  | Cosmik GP Motorsport          | Raymond Touroul Neil Crang      | March 84G - Porsche | C1     | 169   | DSQ  | DSQ        |
| 1987  | Cosmik GP Motorsport          | Dudley Wood Tom Hessert (en)    | Tiga GC287 - Ford   | C2     | 274   | 9e   | 3e         |
| 1988  | Cosmik GP Motorsport          | Wayne Taylor Evan Clements (de) | Spice SE87C - Ford  | C2     | 145   | Abd. | Abd.       |
| 1989  | Aston Martin ( Ecurie Ecosse) | Brian Redman Michael Roe        | Aston Martin AMR1   | C1     | 340   | 11e  | 9e         |
| 1990  | Courage Compétition           | Hervé Regout Alain Cudini       | Nissan R89C         | C1     | 300   | 22e  | 20e        |
| 1993  | Stéphane Ratel                | Johannes Bardutt Claude Brana   | Venturi 500 LM      | C4     | 80    | Abd. | Abd.       |

### Championnat du monde des voitures de sport
| Année | Écurie                                       | Châssis                 | Classe   | 1        | 2        | 3        | 4        | 5        | 6        | 7        | 8      | 9        | 10       | 11       | Position | Points |
| ----- | -------------------------------------------- | ----------------------- | -------- | -------- | -------- | -------- | -------- | -------- | -------- | -------- | ------ | -------- | -------- | -------- | -------- | ------ |
| 1984  | Lyncar Motorsport Ltd.                       | Lyncar MS83             | IMSA GTP | MON Abd. | SIL Abd. | LMS      | NÜR      | BHC DSQ  | MOS Abd. | IMO NC   | FUJ    | KYA      | SAN      |          |          | 0      |
| 1985  | Cosmik GP Motorsport                         | March 84G               | C1       | MUG      | MON      | SIL      | LMS      | HOC Abd. | MOS NC   | SPA 7    | BHC 7  | FUJ Abd. | SEL 8    |          | 35e      | 11     |
| 1986  | Cosmik GP Motorsport                         | March 84G               | C1       | MON 13   | SIL Abd. | LMS DSQ  | NOR Abd. | BHC 9    | JER 9    | NÜR 10   | SPA 18 | FUJ 18   |          |          | 70e      | 2      |
| 1987  | Cosmik GP Motorsport Chamberlain Engineering | Tiga GC286 Spice SE86C  | C2       | JAR Abd. | JER Abd. | MON NC   | SIL NC   | LMS 9    | NOR DSQ  | BHC Abd. | NÜR 9  | SPA Abd. | FUJ Abd. |          | 37e      | 8      |
| 1988  | Cosmik GP Motorsport                         | Spice SE87C             | C2       | JER 8    | JAR Abd. | MON Abd. | SIL Abd. | LMS Abd. | BRN Abd. | BHC 6    | NÜR 16 | SPA Abd. | FUJ 16   | SAN Abd. | 33e      | 26     |
| 1989  | Spice Engineering France Prototeam           | Spice SE89C             | C1       | SUZ      | DIJ 14   | JAR      | BHC 15   | NÜR      | DON      | SPA      | MEX    |          |          |          |          | 0      |
| 1990  | Courage Compétition Spice Engineering        | Cougar C24S Spice SE90C | C        | SUZ      | MNZ Np.  | SIL 16   | SPA 20   | DIJ      | NÜR 7    | DON      | MON    | MEX      |          |          |          | 0      |